# Dacnusa nigropygmaea
Dacnusa nigropygmaea är en stekelart som beskrevs av Stelfox 1954. Dacnusa nigropygmaea ingår i släktet Dacnusa och familjen bracksteklar. Inga underarter finns listade i Catalogue of Life.